# Richard Burbage
Richard Burbage (6 de enero de 1567 -13 de marzo de 1619) fue un actor y propietario de un teatro en la época isabelina. Era hijo de James Burbage y el hermano menor de Cuthbert Burbage.
Burbage venía de una familia de actores y era un intérprete popular a los 20 años. Estuvo entre los actores de la compañía de Robert Dudley, primer Conde de Leicester, y actuaba con la compañía del Almirante en 1590; pero sobre todo es conocido como estrella de la compañía de teatro de William Shakespeare, los Hombres del Lord Chambelán que se transformaron en los Hombres del Rey con motivo de la ascensión al trono de Jacobo I en 1603. Interpretó el rol titular de las primeras representación de muchas de las obras de Shakespeare, incluyendo Hamlet, Otelo, Ricardo III y El rey Lear. Era un actor muy reclamado y apareció en obras de otros grandes escritores contemporáneos, como Ben Jonson.
El poder de Burbage y su versatilidad como actor queda patente en la simple amplitud de los papeles que interpretó. De los centenares de obras y miles de papeles que había para los actores del período 1580-1610, sólo unos veinte tienen más de 800 versos. Edward Alleyn fue el primer actor inglés que pudo manejar semejantes papeles, en la obra de Christopher Marlowe Tamerlán y El judío de Malta; pero la mayor parte de estos papeles estelares, 13 de esos 20, fueron representados por Burbage.
Después de la muerte de su padre, James Burbage, sobre 1598, Richard y su hermano Cuthbert rescataron los intereses familiares en dos teatros londinenses, por entonces implicados en demandas. Mantuvieron el Teatro Blackfriars, el otro, llamado simplemente The Theatre (el Teatro), fue desmantelado cuando no pudieron alcanzar un nuevo acuerdo con Giles Allen, el propietario. Toda la estructura de El Teatro se trasladó a un nuevo lugar en la orilla sur del Támesis y se volvieron a montar creando un nuevo teatro, llamado el Globo. Los hermanos conservaron una relación cercana a lo largo de sus vidas; eran vecinos en la calle Halliwell en Shoreditch, cerca del Globo. Burbage tuvo ocho hijos; a su muerte su viuda, Winifred se casó con otro miembro de la compañía del Rey, Richard Robinson. [Véase también: Nicholas Tooley.]
Algunos creen que el famoso retrato Chandos en realidad representa a Burbage y no a Shakespeare, pero puede igualmente haber sido su autor: tenía gran interés en la pintura. El Dulwich College conserva una pintura de una cabeza femenina con un estilo bastante similar que generalmente se considera obra suya hasta que se descubrió en 1987 que probablemente le fue atribuido por error y que es obra de un pintor del norte de Italia.
A diferencia de Edward Alleyn o Shakespeare, Burbage nunca se retiró de los escenarios; continuó actuando hasta su muerte en 1619. No fue tan buen empresario como Alleyn o Shakespeare; a su muerte se dice que dejó a su viuda «mejor que 300 libras» en tierra —un patrimonio respetable pero muy lejos de la gran riqueza de Alleyn, y menos que el valor neto de Shakespeare a su muerte en 1616—.
Burbage fue enterrado en la iglesia de San Leonardo en Shoreditch, cerca de The Theatre. Su tumba se ha perdido, pero queda un monumento conmemorativo, a él y sus hermanos, erigido en un siglo posterior. Un poeta anónimo compuso para él A Funerall Elegye on the Death of the famous Actor Richard Burbedg who died on Saturday in Lent the 13 of March 1619 (Una elegía funeral a la muerte del famoso actor Richard Burbedg que murió el sábado de cuaresma el 13 de marzo de 1619), un extracto de la cual dice:
Él se ha ido y con él todo un mundo ha muerto.
Que él interpretó, para que reviviera,
No más joven Hamlet, viejo Hieronimo
Amable Lear, el Moro ofendido, y más aún,
Que vivieron en él; ahora han muerto para siempre.
De los muchos epitafios posteriores a su muerte, quizá el más doloroso sea el más breve: "Exit Burbage."

## Curiosidades
Richard Burbage aparece en la película de 1998 Shakespeare in Love interpretado por Martin Clunes. Cede el teatro para la representación cuando el anterior es cerrado por inmoralidad al presentar a una mujer en escena.